# 寶血會思源學校
寶血會思源學校（英語：Si Yuan School of the Precious Blood），簡稱SYS，為香港荃灣區的一所天主教男女小學，校訓為“敬主愛人”。学校原為寶血會伍季明紀念學校上午校，於2009年變為一所全日制學校，並更名及搬到現址。由於獲得思源基金會捐贈400萬港元建校費用，故此校冠名為「思源學校」。
学校地址在新界荃灣城門道2號，原址為新界交通警察總部（俗稱「交通部」），鄰近大窩口站，其辦學宗旨是“此校秉承「敬主愛人」的基督精神，以「犧牲與修和」為宗旨，藉愛己，愛人,愛世界,愛天主為主作實踐，達至全人的教育”。

## 歷任校長
- 劉燕棠修女（2009-2015,現任寶血會伍季明紀念學校及寶血小學校監）
- 郭敏儀女士（2015-2023,1984年開始於前身寶血會伍季明紀念學校上午校服務,曾任課程發展主任和副校長,2023年榮休）
- 鄒桂芳女士（2023起,由同系華富邨寶血小學調任）

## 歷任副校長
- 陳文菁女士（2009-2022）
- 郭敏儀女士（2009-2015,後升任該校校長）
- 陳志恒先生（2015-2016,現任祖堯天主教小學校長）
- 伍美玲女士（2016-2020）
- 梁汝輝先生（2020-2023,現任石籬天主教小學校長）
- 鄭倩濃女士（2022-2023,現任寶血小學校長）
- 葉善寧女士（2022起）
- 馬嬋芳女士（2023起）